# Maria Theresia von Paradis
Maria Theresia Paradis, akit középosztálybeli származása ellenére gyakran hívnak von Paradisnak  (Bécs, 1759. május 15. – Bécs, 1824 február 1.) osztrák zongoraművész, énekesnő (szoprán), zeneszerző és zenetanár. Kicsikora óta vak volt. A bécsi zenei életben kiemelkedő szerepet játszott, és a bécsi komolyzene számos fontos képviselője ismerte, mint pl. Joseph Haydn és Wolfgang Amadeus Mozart. 1783 és 1786 közötti európai turnéin számos magas rangú személyiségnek játszott, köztük XVI. Lajos francia királynak és nejének, Mária-Antóniának meg III. György angol király és a feleségének Charlotte-nak. Valentin Haüy-t annyira lenyűgözte egy 1784-es koncerten, hogy a vakok képzését kezdte szorgalmazni.

## Élete
Maria Theresia Paradis a bécsi udvari tisztviselő, Joseph Anton Paradis és felesége, Maria Rosalia lánya volt. Nevét nővére, Maria Theresia Clotildis (1758. június 3. – 1759. március 17.) után kapta, aki az ő születése előtt halt meg. Ikertestvérein, Josephán és Elisabethen kívül még számos nővére és fivére volt. Nagyapja, Claudius inas, majd „Esterházy gróf inasa”, nagybátyja, Leopold táncos volt, aki „1753-ban Párizsba ment, hogy ott tanuljon jobban táncolni, és 1776-ban átvette a moszkvai árvaház balettiskoláját”. Maria Theresia körülbelül hároméves korában megvakult. A jó általános műveltségre törekvő oktatás mellett – mivel már korán nagy érdeklődést mutatott a muzsika iránt – zeneleckéket kapott olyan bécsi zenei nagyságoktól, mint Leopold Koželuh (zongora), Vincenzo Righini, Georg Joseph Vogler abbé (ének) és Antonio Salieri (harmónia), aki régóta szintén a család baráti köréhez tartozott.
A Franz Gräfferig visszanyúló, széles körben elterjedt állításokkal ellentétben, Paradis nem volt Mária Terézia császárnő keresztgyermeke, hanem pénzügyi támogatást, úgynevezett kegydíjat kapott a császárné személyes pénztárából, amelyet később fia, II. József megszüntetett. 1775-től zongoraművészként Bécsben számos koncertet adott.

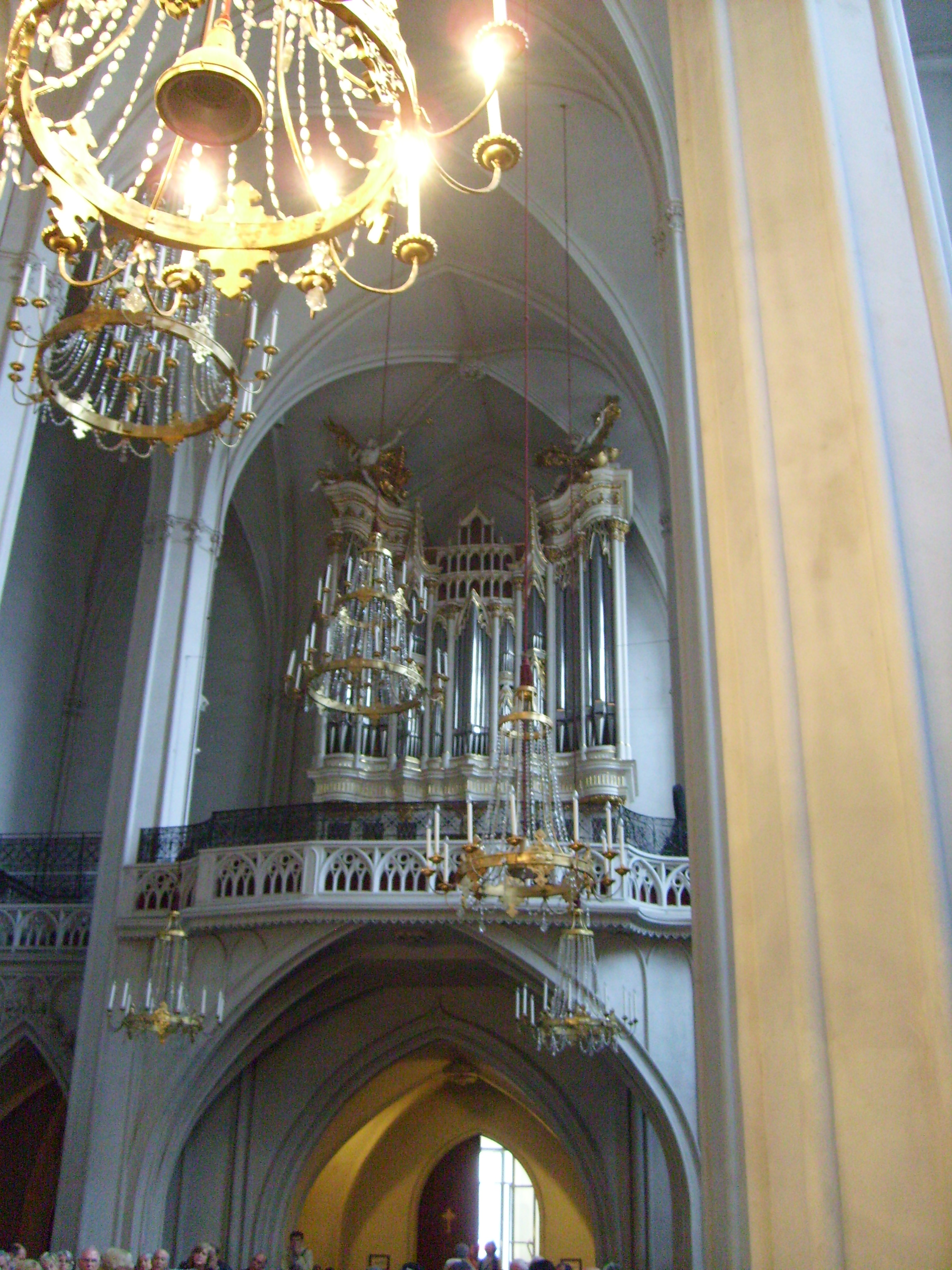
Orgona eredeti házával 1730-ból a bécsi Szent Ágoston-templomban

Bécsben és nagy európai turnéján főtanára, Koželuh számos műve mellett Joseph Haydn zongoraversenyeit is előadta (többnyire a 18. G-dúr zongoraverseny Hob XVIII:4-et) és ritkábban Wolfgang Amadeus Mozart zongoraversenyeit is. Leopold Mozart 1785. február 16-án kelt levelében írt lányának, Nannerlnek egy új zongoraversenyről, amelyet fia „Paradisnak Párizsban készített”. A legújabb kutatások szerint ez valószínűleg a 18. zongoraverseny (KV 456). Salieri neki ajánlotta 1773-ban készült orgonaversenyét, amelyet alkalmasint nyilvánosan is előadott. Bizonyított, hogy a bécsi Szent Ágoston-templom orgonáján játszott.
Miután a különféle, akkoriban még korszerű kezelések, amelyeknek meg kellett volna gyógyítaniuk a vakságát, a bécsi udvarban elismert orvosok gyógyíthatatlannak tartották. Utána a Bécsben híres, de kollégáival ellenséges Franz Anton Mesmer orvos betege volt néhány hónapig, s állapota egy időre érezhetően javult.
Miután szülei 1777 júniusában visszavonták Mesmer kezelésétől, teljesen megvakult. Az, hogy ez a vakság milyen mértékű volt, vagy mi okozta, még manapság is csak találgatás tárgya.
A korabeli tudósítások más képet festenek betegségéről és a gyógyítására tett kísérletekről. 1779. június 15-én köszönőlevelet intézett Mesmerhez mint „legboldogabb és leghálásabb második lánya”.
Alig tíz nappal később a Brünner Reichs-Zeitung számolt be „Fraulein von Paradisról, aki négyéves kora óta vak fekete hályog miatt”: „Most ez a fiatal hölgy ismét vak”.
1813. szeptember 20-án közjegyzői nyilatkozatot tett arról, hogy becsapva érzi magát, mivel a látása nem javult Mesmer kezelésétől.

### Európai körútja
Az 1783-tól 1786-ig tartó nagy turnéja során a zongoraművész többek között Hamburgba is eljutott, ahol találkozott Carl Philipp Emanuel Bachhal, Berlinben, Svájcban, Franciaországban, Angliában, Dél-Németalföldön és Csehországban is fellépett. Elkísérte édesanyja, Maria Rosalia és Sigmund Falgara (1752–1790, zenész, legalább 1784 februárjáig) librettista, hegedűművész és későbbi élettársa, Johann Riedinger (valószínűleg 1785 őszétől), aki kitalált egy kottaírást a vakok számára. Az ebből az időből származó koncertleírások szinte mindegyike hasonló eseményekről számol be.

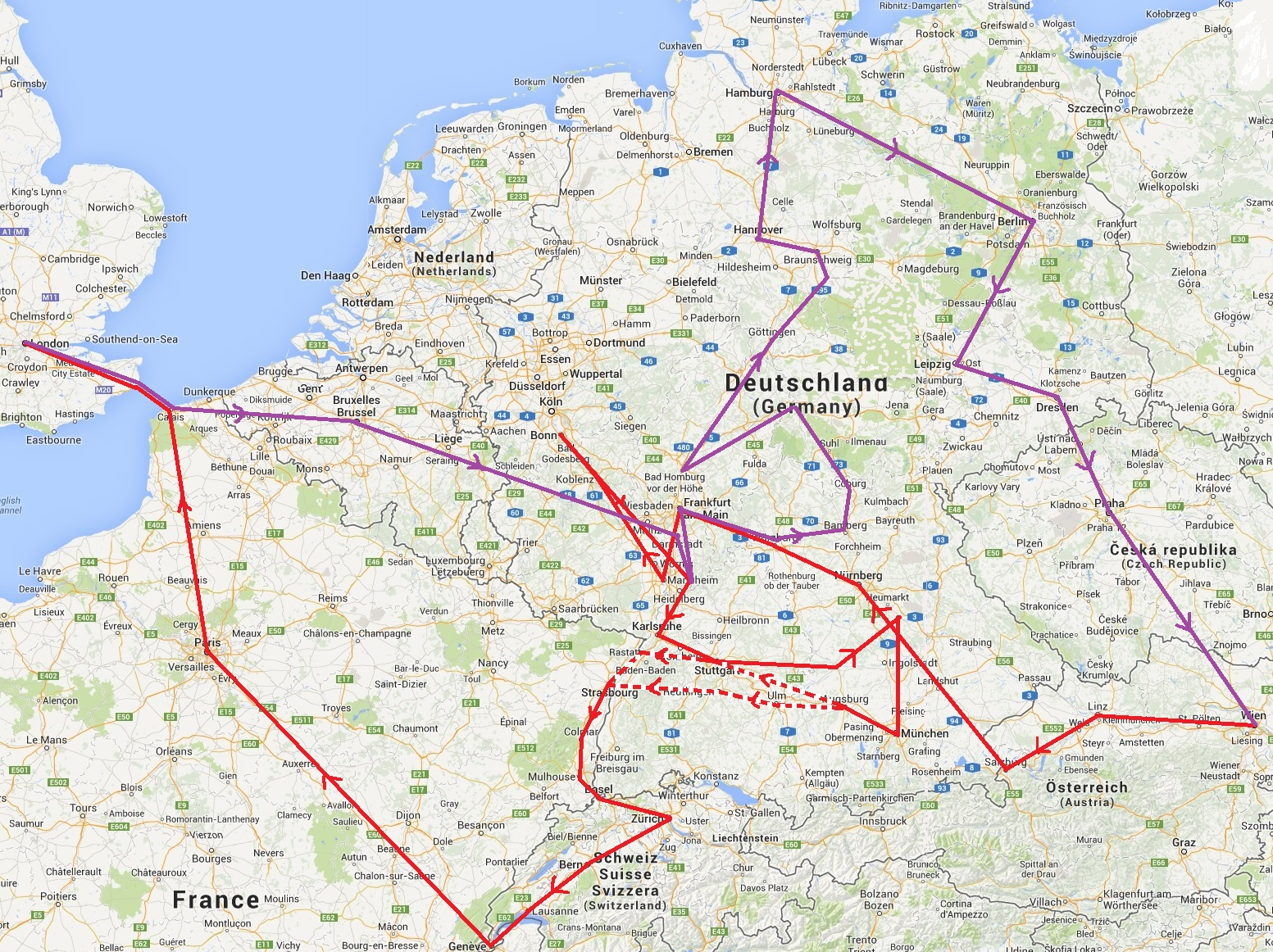
Maria Theresia Paradis európai körútja 1783–1786 között

Ezzel a koncertkörúttal Paradis Ausztria határain túl is ismertté vált, és különösen nagy hatással volt Valentin Haüy-ra és Johann Wilhelm Kleinre, az első vakok intézetének alapítóira Párizsban, Bécsben és Berlinben. Levelezéséhez egy szedődobozt használt, a Braille-vakok írógépének egy korai formáját, amelyet Kempelen Farkas, egykori tanára fejlesztett ki. Ez alapozta meg a mai Braille-írást. Utazása állomásait a magával vitt családi könyv segítségével is dokumentálni lehet – és így számos, abba bejegyzett személyiséget is. Sok zenész és zeneszerző járta be Európát ezalatt az idő alatt, de többnyire csak azért, hogy munkát kapjanak, vagy hogy eljuthassanak Itáliába továbbképzésre és vissza. Maria Theresia Paradis utazása – hasonlóan Mozart 1763-as csodagyerek-útjához – valami rendkívüli. Paradis másik vak kortársa, Marianne Kirchgeßner szinte egész életében turnézott. Különös kihívást jelentett a logisztika, a gyengén fejlett úthálózat és mindenekelőtt az akkori rossz szálláshelyek ismeretében.

### Zeneszerzőként
Maria Theresia Paradis már hároméves koncertkörútja előtt elkezdett zongoramuzsikát és dalokat komponálni, ami főként zongoraművészként hozta meg világhírnevét. Útja során elkészítette Tizenkét dal című művét, amelynek nyomtatási költségeit Luise Eleonore von Sachsen-Meiningen, lelkes támogatója állta. Hazatérése után Paradis Bécsben intenzívebben a zeneszerzésnek szentelte magát. Haladásának másik fontos támogatója tollbarátja, Sophie von La Roche volt. A később tervezett itáliai és oroszországi koncertturnékra nem került sor. Paradis dalokon kívül melodrámát, kantátát, kamarazenét, zongoraversenyt, zenés színdarabot és operát komponált. Eddig keveset tudhatunk róluk, mivel ezek a kompozíciók jórészt csak előadási dátumok és korabeli kritikák révén ismertek. Az 1790-es években írt zenés darabjait és operáit, amelyeket a Theatre am Kärntnertorban mutattak be, a közönség jól fogadta.

### Zenetanárként
Egyike volt a Valentin Haüy által 1784-ben Párizsban alapított Institution royale des jeunes aveugles („Fiatal Vakok Királyi Intézménye”) tanárainak. 1808-ban megalapította a „Schab den Rüssel”-t a Rothenturmstrasse 482. szám alatti lakásában. Zenei oktatási intézetet alapított Bécsben, ahol zongorát, éneket és zeneelméletet tanított vak és látó lányoknak meg fiatal nőknek. Ezt egy kifejezetten számukra készített kottadoboz tette lehetővé, amellyel érthetővé lehetett tenni a zenét.
„Iskola” alatt itt – eltekintve a diákjai oktatóhelyéül szolgáló lakásától – saját rendszerét érti, hasonlóan Leopold Mozart Alapos hegedűiskolai kísérletéhez (1756), amelyet máig standard műként használnak a hegedűórákon. Iskolája vagy zenei intézete minta volt más ilyen jellegű intézeteknek is, pl. a vak zongoraművész és zeneszerző, Josef Proksch számára.

### Szalonmuzsikusként
Paradis évente többször tartott sikeres és népszerű koncerteket, bálokat és ünnepségeket a házában, amelyek teret kínáltak neves helyi és utazó zenészeknek, amelyeket olyan nagyra értékelt a közvélemény, hogy a helyi újságok rendszeresen beszámoltak róluk. Ezekkel a koncertekkel naprakész volt, a koncertprogramok megmaradtak. Politikailag Maria Theresia Paradis a monarchia oldalán volt. Párizsban találkozott a királyi családdal is, Versailles-ban pedig Mária Antónia francia királynéval zenélt, aki maga is kiváló zongorista és zeneszerző volt. Maria Theresia Paradis hazaszeretetét fejezi ki A hölgyekről, akik aranyhímzés helyett tépést csinálnak a sebesülteknek (1794) című kompozíciója. Felvilágosult nézeteket képviselt, és baráti kapcsolatot ápolt más bécsi szalonokkal, mint Karoline Pichlerével és Gabriele von Baumberg írónőével. 1797-ben Paradis utoljára Prágába utazott, hogy megnézze a Rinaldo és Alcina című varázsoperájának premierjét az Estates Theatre-ben, de az nem járt sikerrel. Fizikailag és szellemileg kimerülten a közeli Carlsbadban próbált rehabilitálódni, és  nagy sétákat tett a környéken.

### Élete alkonyán
1797 októberében visszatért Bécsbe, újra beindította zenei szalonját, és ott üdvözölhette vendégként Joseph Haydnt, aki Ignaz Franz von Mosellel és vele zongorán próbálta A Teremtés című nagyszerű művét:
A Wiener Zeitungban közölt hivatalos bejelentés szerint Maria Theresia von Paradis hajadonként halt meg 1824. február 1-jén „a Rothen Thurmstrasse 482. szám alatt tüdőfüggőségben és ideglázban”. Több adósságot hagyott, mint vagyont Johann Riedingernek – a Bécsi Szegényintézetnek és néhány rokonnak és barátnak maradt némi pénz. Riedinger, akinek sikere tovább csökkent, kénytelen volt eladni Paradis birtokát. Joseph Brodmann zongorája elveszettnek számít. A Szent Marx-temetőben temették el, a sírja nincs meg.

## Művei (válogatás)
Maria Theresia Paradis számos műve elveszett. Színpadi munkáiban tanára, Salieri hatása különösen a drámai jelenetekben mutatkozik meg, egyébként a tipikus „bécsi singspiel-tónus” érvényesül. Zongoraműveit erősen befolyásolja tanára, Koželuh stílusa.

### Színpadi munkák
- - Ariadne és Bacchus (1791)
  - Az iskolajelölt (1792)
  - Rinaldo és Alcina (1797)

### Énekművek
- - Tizenkét dal megzenésített utazásuk során (1786)
  - Lenore (1790)
  - Temetési kantáta II. Lipót haláláról (1792)
  - Szerencsétlen Ludwig német emlékműve (1793; Mária Terézia császárnő tiszteletére szentelve)[11]
  - Kantáta apám gyógyulására

### Hangszeres művek
- - 2 g-moll és C-dúr zongoraverseny
  - 12 zongoraszonáta (1792)
  - Zongoratrió (1800)
  - 2 fantázia G-dúr (1807) és C-dúr (1811) zongorára
  - Sicilienne hegedűre és zongorára (legnépszerűbb művének tartják, de a szerzősége vitatott)

## Emlékezete

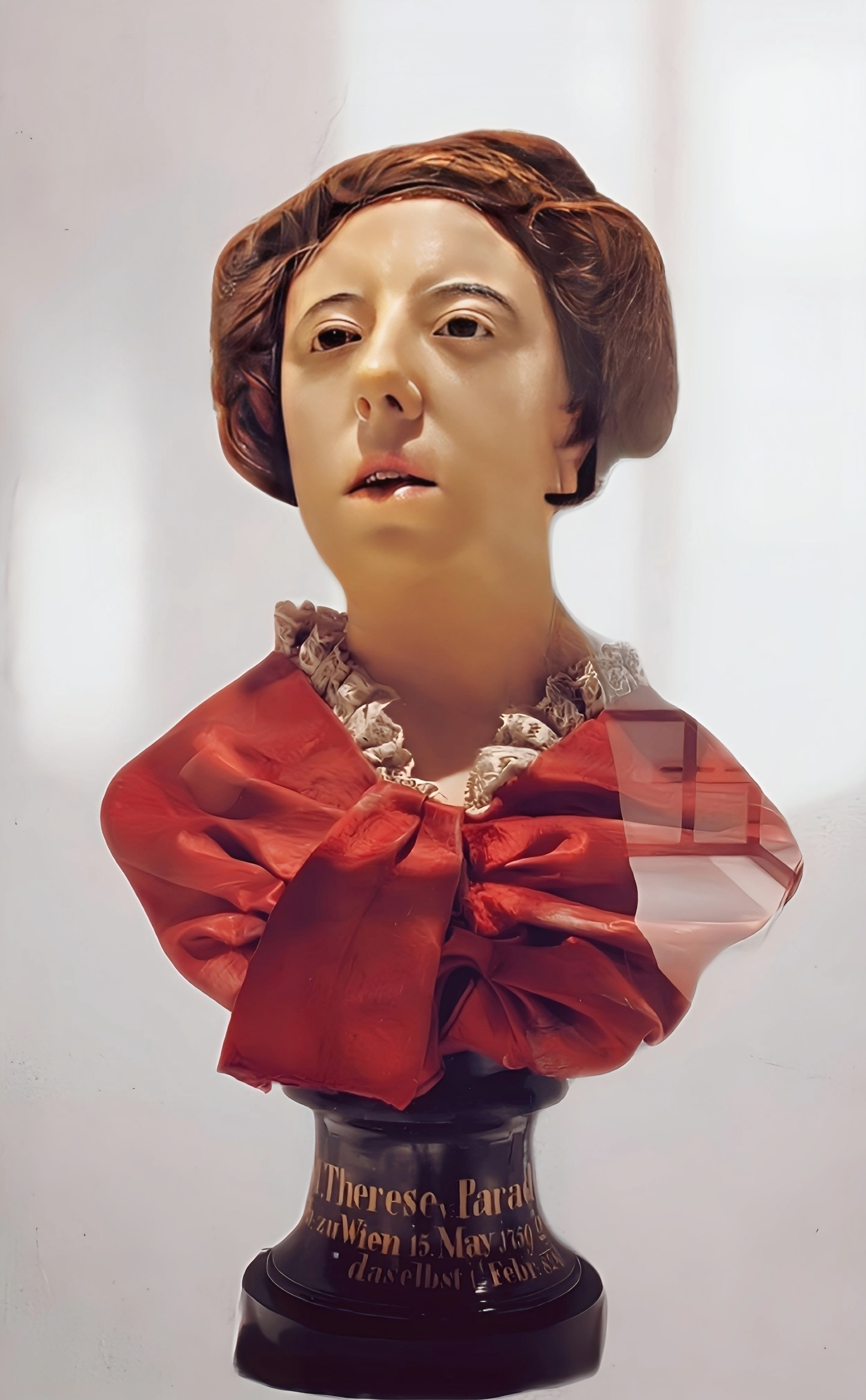
A Bécsi Múzeum leltárából, eredeti üvegborító nélkül. Igazi hajjal. Egy bécsi vakok iskolájából származik

Jakob Glatz 1809-ben neki ajánlotta a „Vakok Miss Therese Paradis” című költeményt:
A Paradise Lane a XIX Bécs Döbling városrészét róla nevezték el.
Munkájuk elismeréseként 1999-ben Bécsben Ursula Bosch, Tarmann Ildikó és Karin Hopferwieser zenészek alapították meg a Von Parádis Triót. Ennek a triónak a nevében azonban a származás és a von névelem téves érdekesség, mivel Paradis nem volt arisztokrata, nagyapja, Claude Paradis Savoyából származott, ezért neve hangsúlya az utolsó szótagra esik.
Alissa Walser 2010-ben megjelent regénye: Kezdetben az éjszakai zene   Franz Anton Mesmer Maria Theresia Paradis gyógyító erőfeszítéseit járja körül. E regény alapján készült 2017-ben Barbara Albert Licht című filmje (Mademoiselle Paradis is), Maria Dragus Maria Theresia Paradis és Devid Striesow Franz Anton Mesmer szerepében.
Sophie Reyer Paradis című darabja egy festői értekezést dolgoz ki a látás fogalmáról Paradis életrajzából. A darabot 2023-ban mutatták be a grazi Theatre im Kellerben.
A bécsi Wien Museum (Életrajzi Gyűjtemények) raktárában egy valódi hajú, üvegszemű, fodros köntösű viasz mellszobor látható, amely a talpon lévő eredeti tábla szerint őt ábrázolja. Ez a mellszobor 2023-as újratervezése óta látható, az eredeti üvegborító hiányzik, de a helyére egy üvegbúra került. Eredetileg egy bécsi vakok iskolájában járt, talán emlékiratként, valamint személyisége (vak) zenetanári és példaképei iránti tiszteletből. Ez a mellszobor az egyetlen életnagyságú, megőrzött és ismert viasz mellszobra ebből az időszakból.

## Fordítás
- Ez a szócikk részben vagy egészben  a   Maria Theresia von Paradis című német Wikipédia-szócikk ezen változatának fordításán alapul.  Az eredeti cikk szerkesztőit annak laptörténete sorolja fel. Ez a jelzés csupán a megfogalmazás eredetét és a szerzői jogokat jelzi, nem szolgál a cikkben szereplő információk forrásmegjelöléseként.